# Raun
Raun je vesnice, místní část obce Bad Brambach v německé spolkové zemi Sasko. Nachází se v zemském okrese Fojtsko a má 178 obyvatel.

## Historie
Raun byl založen jako lesní lánová ves, která je prvně zmiňována v roce 1378. V obci se zachovalo množství hrázděných domů chebského typu a několik různých typů roubených staveb, typických pro horní části Fojtska. Místní kaple je jednou z nejstarších ve Fojtsku.

## Geografie
Železnice dělí vesnici na horní a spodní část. Vzdálenějšími částmi vesnice jsou také Lohhäuser, Raunergrund a Raunerhammer. Předtím, než byl Raun připojen k obci Bad Brambach, patřil do společné obce také s vesnicí Gürth.
Raun je vesnicí silně závislou na zemědělství. Mimo zemědělství se místní živý drobnými řemesly. V 19. století se v Raun vyráběli součástky hudebních nástrojů pro manufaktury v Markneukirchenu a Klingenthalu.
Raun leží v podstatě na hranicích s Českou republikou. Dále na západ leží již jen vesnička Gürth, a poté silnice končí. I přesto, a možná i právě proto je víska turisticky atraktivním místem. Místní hrázděná a roubená architektura a malebné pohledy na ní jsou vítaným zpestřením pro oko turisty. Atraktivnost místa ještě umocňuje fakt, že se Raun nachází mezi dvěma lázeňskými městy, Bad Brambachem a Bad Elsterem. Přičemž lázně Elster jsou největším saským lázeňským městem. Ve vesnici je možné ubytovat se v několika prázdninových penzionech, či se zde během výletu najíst. Jednou ročně zde probíhají vesnické slavnosti. Dále se místní často setkávají v sálech hostinců „Hutzn-Haisl“ nebo „Rauner Hof“.

## Doprava
Raun leží asi jeden kilometr od spolkové silnice 92, na jejímž jižním konci se nachází dopravní hraniční přechod s Českou republikou (Vojtanov-Schönberg). Raun má také železniční zastávku na trati Plavno-Cheb, po které se pohybují každé dvě hodiny vlaky soukromé saské společnosti Vogtlandbahn. Z Chebu, Františkových Lázní, Vojtanova či Plesné není tedy problém se sem dostat.

## Galerie

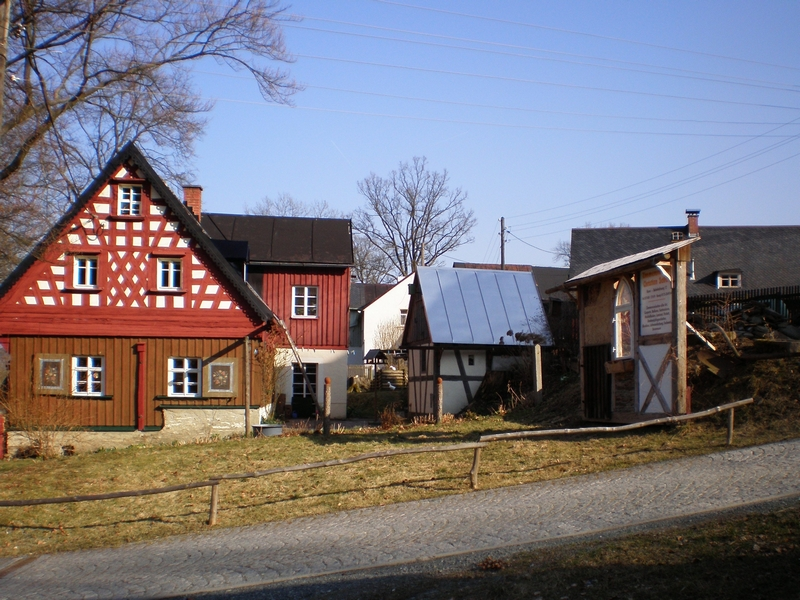
Hrázděná stavba.
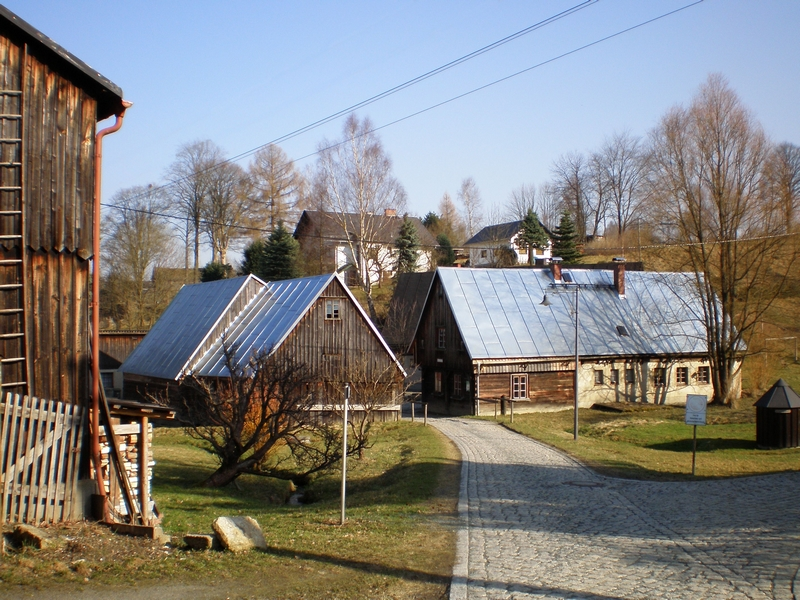
Dřevěná architektura.
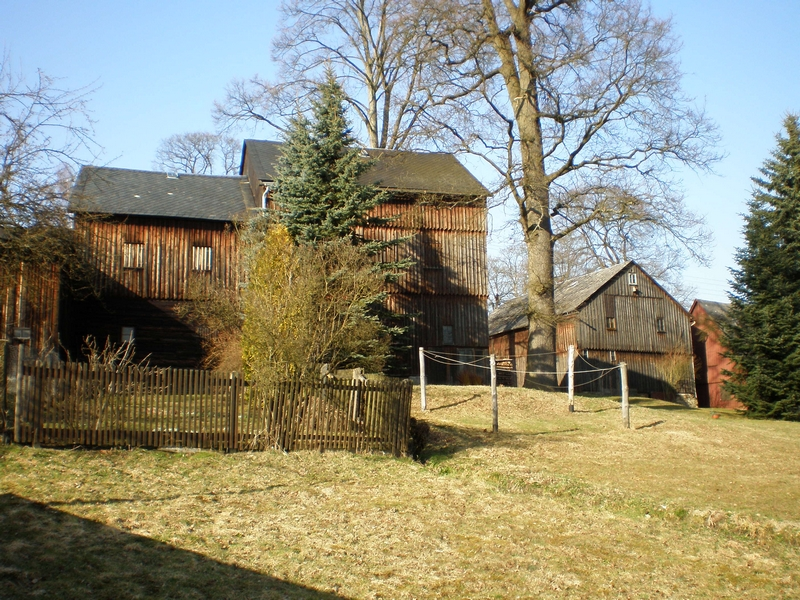
Dřevěná architektura.